# رابط فرستادن پیام
رابط فرستادن پیام یا Message Passing Interface (به صورت اختصاری MPI) یک سیستم استاندارد فرستادن پیام است که توسط گروهی از محققان دانشگاهی و صنعتی طراحی شده‌است. این رابط روی طیف وسیعی از رایانه‌های موازی پیاده‌سازی شده‌است.
استاندارد MPI ساختار و کاربرد چند رویهٔ اساسی را تعریف می‌کند که برای ساختن برنامه‌های موازی که از فرستادن پیام استفاده می‌شوند، از آن‌ها می‌تواند استفاده شود. این رویه‌ها برای تعداد زیادی از کاربران قابل استفاده هستند و علاوه بر آن ماهیت استاندارد این رویه‌ها باعث می‌شود نرم‌افزارهای نوشته‌شده با این رویه‌های کتابخانه‌ای قابلیت حمل بالایی روی سکوهای مختلف داشته‌باشند.
پیاده‌سازی‌های مختلفی از MPI صورت گرفته‌است که بسیاری از آن‌ها کاملاً تست‌شده و مطمئن هستند. بسیاری از آن‌ها آزاد و حتی بعضی بدون محدودیت و توافق‌نامه قابل استفاده هستند. پیاده‌سازی‌های MPI برای زبان‌های مختلفی از جمله فرترن، زبان‌های C و C++، جاوا و غیره موجود است. دو پیاده‌سازی معروف عبارتند از Open MPI و MPICH.
کتابخانه‌های استانداردی مانند MPI و PVM صنعت توسعهٔ نرم‌افزارهای موازی را رونق داده‌اند و ساختن نرم‌افزارهای موازی و مقیاس‌پذیر بزرگ را امکان‌پذیر ساخته‌اند.